# كيو واداتي
كيو واداتي (باليابانية: 和達 清夫، بالروماجي: Wadachi Kiyoo)، كان عالم الزلالزل ياباني في المرصد المركزي للأرصاد الجوية في اليابان (المعروف الآن باسم وكالة الأرصاد الجوية اليابانية)، يبحث في الزلازل العميقة (منطقة الاندساس). تم إرفاق اسمه بمنطقة بينيوف.